# Chein-Dessus
Chein-Dessus è un comune francese di 199 abitanti situato nel dipartimento dell'Alta Garonna nella regione dell'Occitania.

## Società

### Evoluzione demografica
Abitanti censiti